# Пуерто-Реаль
Пуерто-Реаль (ісп. Puerto Real) — муніципалітет в Іспанії, у складі автономної спільноти Андалусія, у провінції Кадіс. Населення — 40 667 осіб (2010).
Муніципалітет розташований на відстані близько 480 км на південний захід від Мадрида, 9 км на схід від Кадіса.
На території муніципалітету розташовані такі населені пункти: (дані про населення за 2010 рік)
- Харана: 1073 особи
- Пуерто-Реаль: 32175 осіб
- Ріо-Сан-Педро: 5657 осіб
- Ель-Альмендраль: 285 осіб
- Карретера-аль-Порталь: 446 осіб
- Ель-Маркесадо: 690 осіб
- Ла-Маррокіна: 110 осіб
- Ла-Мікона: 12 осіб
- Ель-Педросо: 9 осіб
- Торре-Альта: 207 осіб
- Трес-Камінос: 3 особи

## Демографія
Динаміка населення (INE ):

## Галерея зображень

Розташування муніципалітету у провінції Кадіс
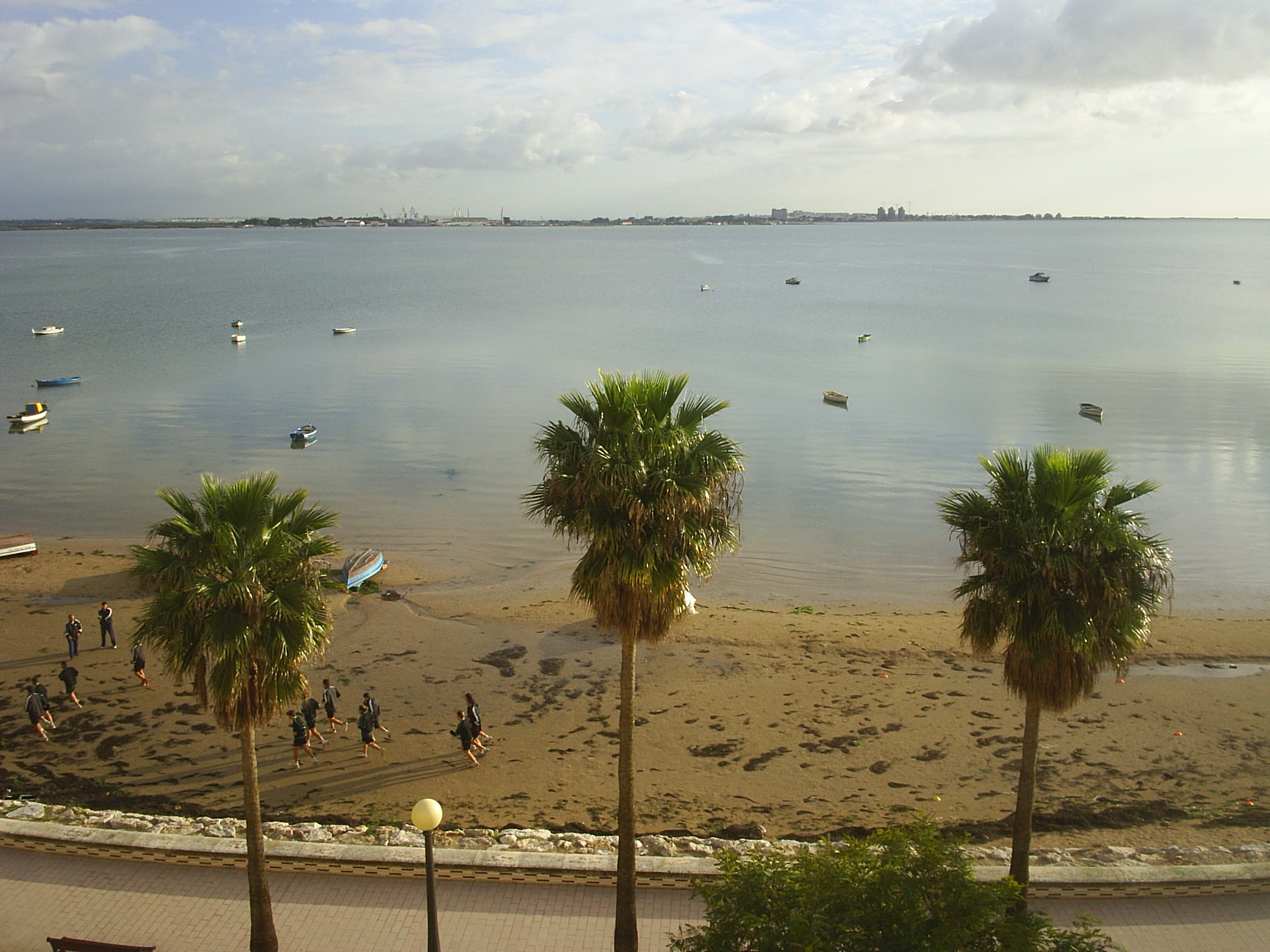
Пляж Ла-Качуча, Пуерто-Реаль
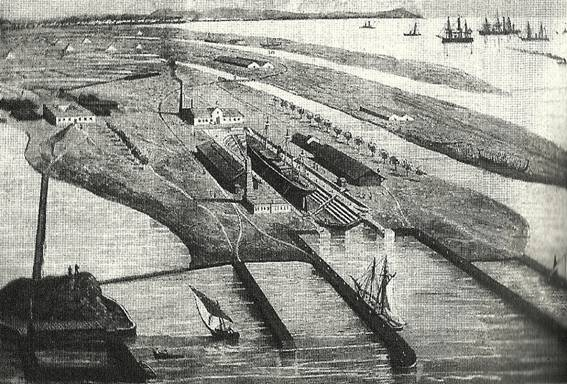
Сухі доки на острові Трокадеро
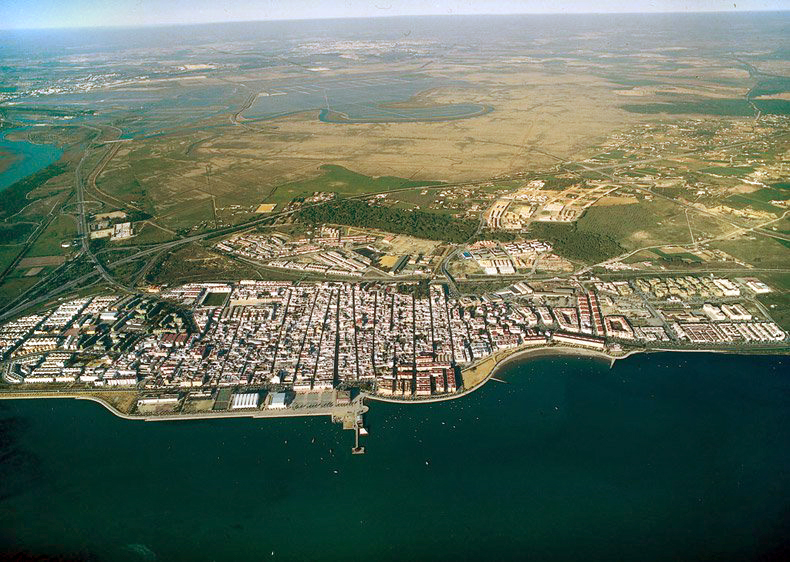
Пуерто-Реаль з висоти пташиного польоту
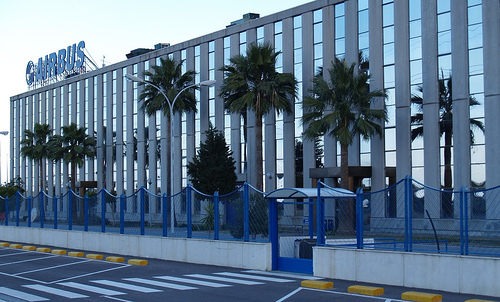
Завод Airbus, Пуерто-Реаль
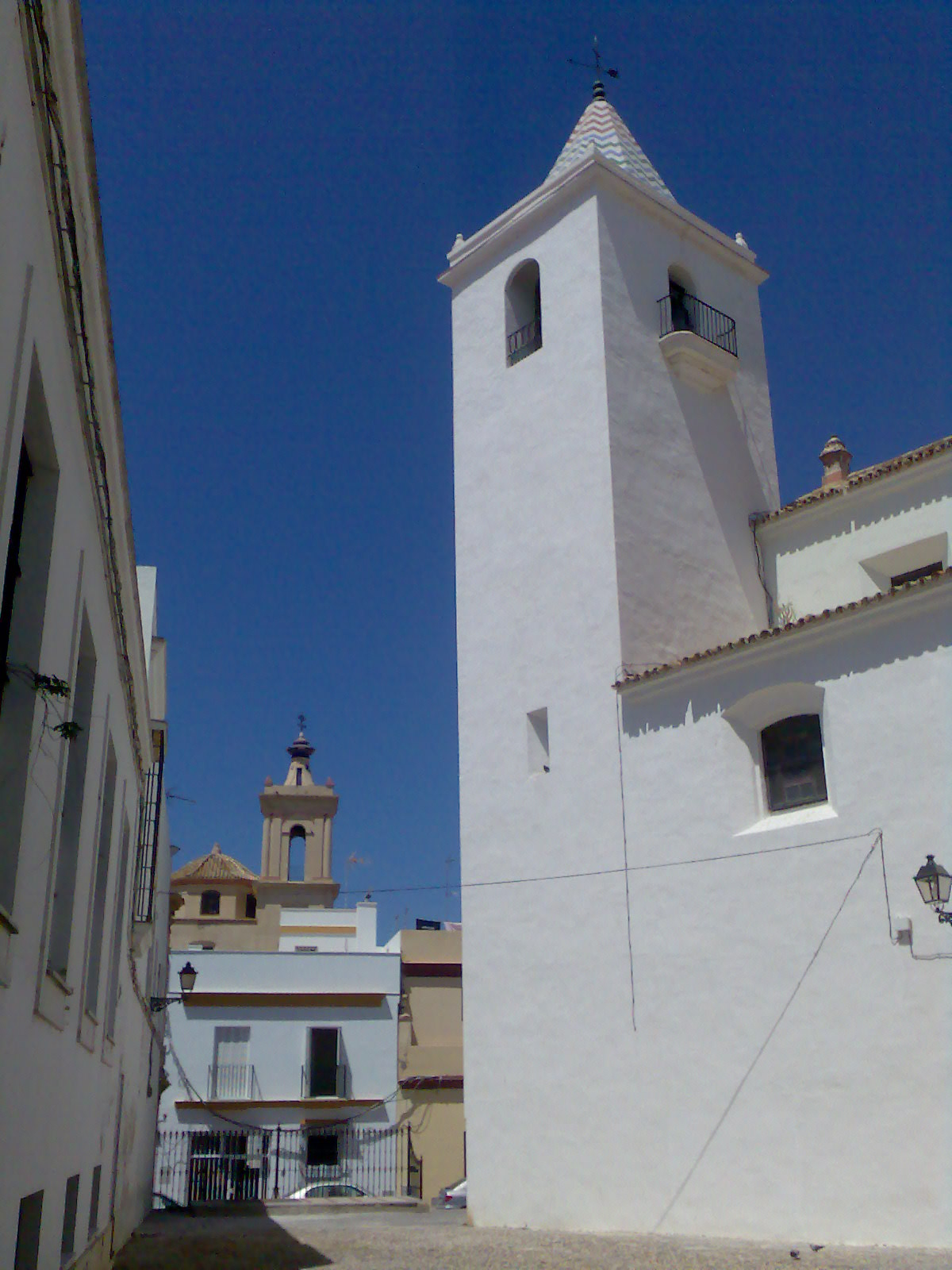
Церква Сан-Себастьян, на задньому плані - церква Сан-Хосе